# Siiksaare
Koordinaten: 58° 19′ N, 22° 54′ O
Siiksaare (deutsch Siiksaar) ist ein Dorf (estnisch küla) auf der größten estnischen Insel Saaremaa. Es gehört zur Landgemeinde Saaremaa (bis 2017: Landgemeinde Valjala) im Kreis Saare.
Das Dorf hat 26 Einwohner (Stand 31. Dezember 2011). Es liegt 25 Kilometer nordöstlich der Inselhauptstadt Kuressaare.